# Philip Alperson
Philip Alperson (* 12. April 1946 in Hartford (Connecticut)) ist ein amerikanischer Philosoph. Er forscht vor allem auf dem Gebiet der Musikästhetik. Alperson gründete 2004 in Philadelphia an der Temple University das Center for Vietnamese Philosophy, Culture, and Society, eine wegen des Krieges der USA gegen Vietnam (1965–1973) einzigartige Institution mit dem Ziel wechselseitiger Verständigung.

## Bildungsweg
Philip Alperson legte 1968 den Bachelor of Arts (B.A.) an Tufts University ab, 1973 den Master of Arts (M.A.) sowie 1979 den Doctor of Philosophy (Ph.D.) in Philosophie an der University of Toronto (Kanada).

## Berufsweg
Philip Alperson ist seit 1999 Professor (inzwischen Emeritus) an der traditionsreichen Temple University in Philadelphia (USA). 2010/11 hatte er die Stiftungsprofessur des Landes Steiermark am Institut für Musikästhetik der Kunstuniversität Graz (Österreich) inne; im Jahr 2012 war er Fulbright Scholar an der Sibelius-Akademie Helsinki (Finnland).
Von 1993 bis 2003 gab Alperson das Journal of Aesthetics and Art Criticism heraus, die international führende Zeitschrift auf dem Feld der Ästhetik. Seine Bücher und Aufsätze sind in renommierten akademischen Verlagen wie Oxford University Press und Blackwell erschienen. Alperson ist General Editor (Reihenherausgeber) der Foundations of the Philosophy of the Arts bei Wiley/Blackwell (Cambridge, MA – Oxford, UK).

## Philosophie der Musik
Im Zentrum von Philip Alpersons Forschungsinteressen steht die Philosophie der Musik. Im Unterschied zu anderen Autoren, die Musik als Text oder Werk betrachten, begreift Alperson Musik in erster Linie als Praxis, als Form menschlichen Handelns. Georg Mohr charakterisiert die damit bezogene Position im Feld der Debatten so: "Philip Alperson, eine der wichtigsten Stimmen in der angelsächsischen Musikphilosophie, kritisiert die analytische Musikästhetik für ihre Verengung des Blicks ausschließlich auf bloß ‚intrinsisch-ästhetische‘ Eigenschaften von Musik. Er plädiert im Gegenzug für eine Sensibilisierung der Musikphilosophie für musikalische Praktiken außerhalb der ‚klassischen Musik‘ und deren soziale Kontexte. Dabei bezieht er sich insbesondere auf die Improvisationskultur des Jazz." Als Jazzsaxophonist liegt Alperson die Improvisation besonders nahe, die ja Aktion ist und nicht Text. Alpersons Blick beschränkt sich nicht auf die westliche Musiktradition; er hat auch über philosophische Aspekte indischer und vietnamesischer Musik publiziert.

## Center for Vietnamese Philosophy, Culture, and Society
Im September 2004 gründete Philip Alperson das Center for Vietnamese Philosophy, Culture, and Society in Philadelphia. Als Leiter dieser Einrichtung an der Temple University konnte er in fünf Jahren 1,4 Millionen US-Dollar (unter anderem von der Ford Foundation) an Fördermitteln einwerben; sie kamen und kommen der Bewahrung und Erschließung der vietnamesischen Kultur zugute. Alperson wurde dafür 2009 vom vietnamesischen Präsidenten Nguyễn Minh Triết in Hanoi empfangen und ausgezeichnet.

## Veröffentlichungen

### Bücher
- Vollkommenes hält sich fern. Ästhetische Näherungen. (= Studien zur Wertungsforschung. Bd. 53) Universal Edition, Wien – London – New York 2012 (gemeinsam mit Andreas Dorschel), ISBN 978-3-7024-7146-0.[9]
- (Hrsg.) Diversity and Community. An Interdisciplinary Reader. Blackwell, Cambridge, MA – Oxford 2002, ISBN 0-631-21946-3.
- (Hrsg.) Musical Worlds. New Directions in the Philosophy of Music. Pennsylvania State University Press, University Park, PA 1998, ISBN 0-271-01769-4.
- What is Music? An Introduction to the Philosophy of Music. Haven, New York 1994, ISBN 0-271-01318-4.
- The Philosophy of Visual Arts. Oxford University Press, New York 1992, ISBN 0-19-505975-1.

### Aufsätze (Auswahl)
- Facing the Music. Voices from the Margins. In: Topoi 29 (2009), S. 91–96.
- Music, Mind, and Morality. Arousing the Body Politic. In: Journal of Aesthetic Education 42 (2008) (gemeinsam mit Noël Carroll).[10]
- When Composers Have to Be Performers. In: Journal of Aesthetics and Art Criticism 49 (1991), S. 369–373.
- The Arts of Music. In: Journal of Philosophy 88 (1991), S. 555–565.
- What is a Temporal Art? In: Midwest Studies in Philosophy 16 (1991), S. 439–450 (gemeinsam mit Jerrold Levinson).
- Aristotle on Jazz. Philosophical Reflections on Jazz and Jazz Education. In: Council for Research in Music Education Bulletin 95 (1987), S. 39–60.
- On Musical Improvisation. In: Journal of Aesthetics and Art Criticism 43 (1984), S. 17–29.